# Banc
Bancul este o poveste foarte scurtă, reală sau imaginară cu un final surprinzător și foarte amuzant. Bancurile pot avea rolul unui tratament scump, cu același efect: descrețesc frunțile și sunt un plăcut subiect de discuție la o întâlnire de orice gen.
Bancurile sunt legate de socializare, ele se spun într-un grup. "Nașterea" lor e legată de natura umană care simte nevoia de a exprima îndoieli, probleme, respectiv argumente, opinii ce sunt încorporate în această producție.
Pentru că bancurile conțin o mică învățătură socială, reprezintă în majoritatea cazurilor o lecție socială despre lume, oameni, totul îmbrăcat într-o formă ludică, de glumă, de joacă. Dar scopul principal al bancurilor este că, de altfel, al proverbelor, poveștilor cu tâlc, snoavelor este de învățătură neacademică, profană, fără un program anume, ce are loc în spațiul liber al comunicării. În mare parte pot avea și rol educativ. Bancurile exprimă nevoia de creație a unui popor într-un anume moment. Ele au avut dintotdeauna, din punct de vedere al conținutului, asemănări cu glumele, cu jocurile, cu povestirile cu tâlc, cu zicalele, uneori și cu proverbele. Global, toate acestea pot fi considerate producții spirituale ale unei comunități. Dar bancurile, față de celelalte creații amintite, sunt mai perisabile, utilizarea lor cere mai pregnant socializarea.